# Coenocyathus parvulus
Espèce
Coenocyathus parvulus est une espèce de coraux appartenant à la famille des Caryophylliidae.